# 伊尔-76
伊尔-76（俄语：Илью́шин Ил-76，羅馬化：Ilyushin Il-76，北約代號：耿直 (Candid)，臺灣媒體又作伊留申 Il-76、伊留申-76）是蘇聯伊留申設計局研製的四發動機大型運輸機，被廣泛於蘇聯、東歐地區、亞洲和非洲等地使用。其原本設計作軍用運輸機使用，於蘇聯解體後始廣泛用作民事用途。

## 開發
伊爾-76於1967年開發，目標是能夠運載超過40公噸（88,000磅）的貨物於6小時內飛行超過5,000公里（2,700海浬，3,100英里）。也可以在蘇聯境內多數機場設備不全或設施簡單的機場起飛，同時要適應蘇聯不同氣候，主要是要克服西伯利亞等極地地區的嚴寒氣候和高加索地區氣溫多變的環境。在定好了這些條件後，伊留申設計局就為這飛機設下了以洛克希德C-141為半假想敵。實際上伊爾-76對起落架和發動機設計就比C-141還要好。此外軍用版本還加入了後射機槍，貨舱尺寸為20公尺×3.4公尺×3.4公尺。結果在1971年3月25日進行首飛。直到今天，IL-76還在烏茲別克的廠房生產。
2012年9月，伊爾-76改进型伊尔-476（伊爾-76MD-90A型）首飞成功，可以明顯發現其引擎與波音C-17环球霸王III一樣採用了大直徑的渦輪。12月，首架样机涂装正式完成。2015年12月7日交付俄空天军军事运输航空兵部队。

## 使用

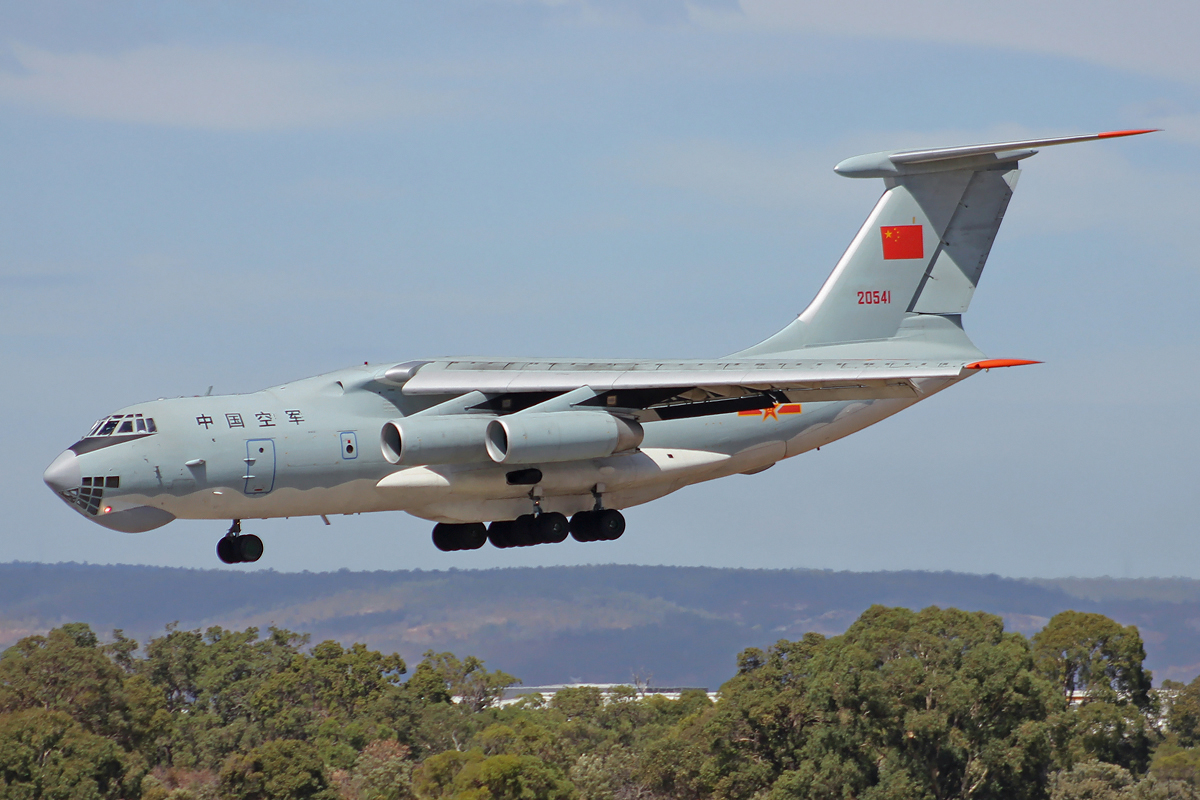
中國人民解放軍空軍的伊爾-76，全閉合式的起落架蓋板是其重要特色。

在蘇聯解體前軍用時期，蘇聯空軍大量使用IL-76作運輸用途。在1979年至1991年，蘇聯空軍共作了14,700趟飛行到阿富汗。據統計，這些的行動共運載了786,200名人員和315,800噸貨物。IL-76運載了到阿富汗的89%坦克和74%的貨物。也因為這個經過，後期加拿大使用民用的Il-76把貨物運到阿富汗，IL-76也改裝作预警机（AWACS）和空中加油機（版本稱為IL-78）。
在蘇聯解體後，就有不同的運用。1999年台灣發生921大地震，俄羅斯政府即派遣IL-76搭載救災人員及物資飛航台灣，為首次有俄國軍用飛機降落台灣。於2005年8月29日（即是卡特里娜颶風消散前一天），俄羅斯決定派遣兩架IL-76執行運送人道救援物資的計劃。並於9月8日抵達了在剛給颶風洗劫完的小岩城機場。而運送第二批物資的IL-76就在9月14日回程。是俄羅斯第一次有同類行動賑濟美國。
印度也有一架IL-76在9月13日為同樣目的到了佛羅里達州。
飛赴利比亞接運中國人員的4架中國空軍伊爾-76飛機，於2011年3月1日16時許從烏魯木齊起飛，於北京時間3月2日晚22時30分順利降落利比亞機場。途中飛經巴基斯坦、阿曼、沙特阿拉伯、蘇丹、利比亞等5個國家，飛過阿拉伯海和紅海，跨越6個時區、8個空中情報管制區，單程空中飛行時間超過12小時以上。中途在卡拉奇和喀土穆加油。
2013年6月，俄羅斯方面宣布將向中國空軍提供十架二手伊爾-76MD軍用運輸機。根據2011年簽署的合約，2013年至2015年期間俄羅斯將向中國提供俄空軍現有的10架伊爾-76MD，並進行維修服務。

## 型號

### 軍用

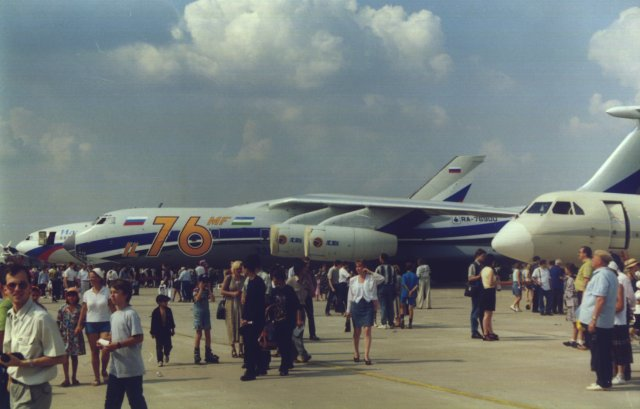
Il-76MF

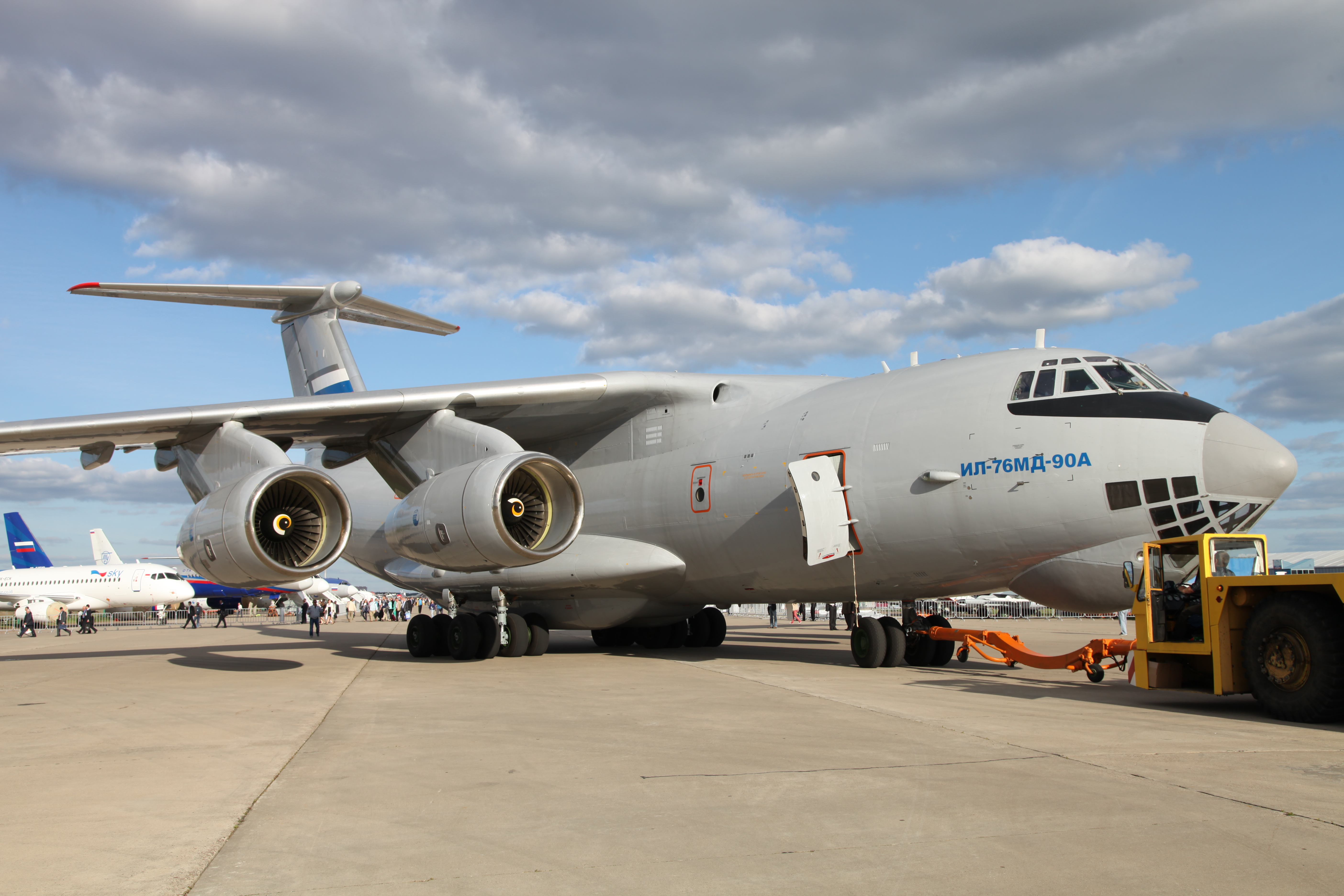
Il-76MD-90，採用了改良通道比的Aviadvigatel PS-90A-76發動機

- Il-76D -（ - 即伞兵）設有AM-23／GSh-23後射機炮
- Il-76M - 運輸機
- Il-76MD - 運輸機
- Il-76MD-M - Il-76MD的延壽版[10]
- Il-76MD-90A（前稱：Il-476[10]） - 使用Aviadvigatel PS-90A-76發動機[11][12]
- Il-76MF - 加長版本，機身加長6.6m，配備PS-90A-76發動機，最大起飛重量為210噸，載重能力為60噸。首飛於1995年，到目前為止還沒有批量生產
- Il-76PP - 配備了無線電干擾的电子干扰机
- Il-78MKI - 印度空軍版本，設有空中加油接合點
- SKIP -（俄语：的英語拼音，英語解作「Airborne Check-Measure-and-Control Center」），經特別改裝，用作支援Kh-55巡航導彈的測試，外形和A-50相似
- A-50預警機
- A-100 - 預警機

### 民用
- Il-76T - （是俄語運輸機的字頭）民用版本運輸機，北約稱號為。1978年11月4日首飛
- Il-76TD - Il-76MD的民用運輸機，於1982年首飛
- Il-76TD-90VD - Aviadvigatel PS-90發動機版本，並裝設了半玻璃座艙
- Il-76TF - 民用版Il-76MF
- Il-76P - 滅火飛機，可以於任何的Il-76一個半小時內加裝滅火套件。這個版本的Il-76可注入9,000公升水（是C-130運輸機的3.5倍容量）

### 海外版本

#### CFTE發動機測試
中國飛行試驗研究院（China Flight Test Establishment-CFTE）擁有一架IL-76MD（編號：760），用作包括「太行」及「CJ-1000A」在內的新款發動機的測試平台。

#### 空警-2000
空警-2000（北约代号：“主环”[]，与俄罗斯A-50的北约代号“主桅”[]相似），是中国人民解放军空军基于A-50平台自行研发的大型预警机（AWACS）。

#### Adnan I
伊拉克開發（法國技術協助），設有監察雷達，能監察189海浬範圍。但是在海灣戰爭期间逃亡伊朗，后在阅兵式上和其它飞机相撞坠毁。

#### 费尔康预警机
为以色列航太工业基于A-50平台安装“费尔康”雷达研发的大型预警机（AWACS），原打算售予中华人民共和国，然而在美国压力下合同取消，该型预警机被改售给印度，被称为A-50I。

## 營運者

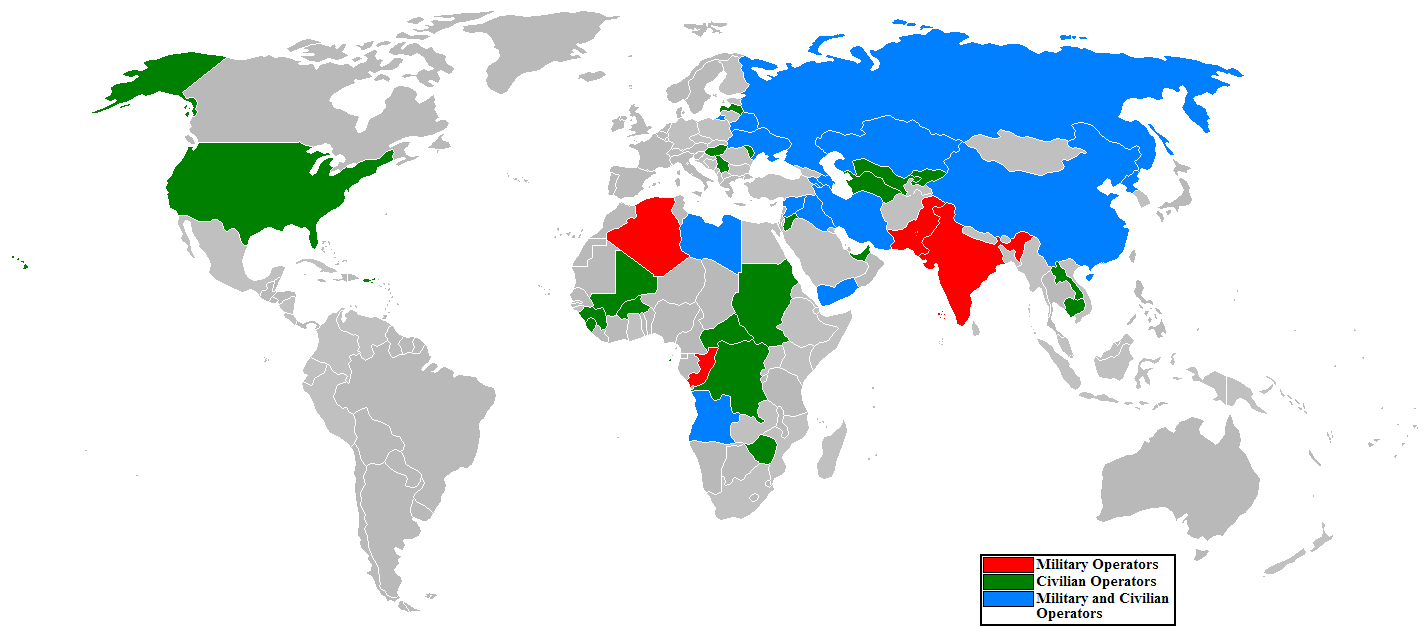
有營運Il-76的國家（红色：军用；绿色：民用；蓝色：军民並用）

曾經有38個國家營運過Il-76，共有超過850個營運者。蘇聯（俄羅斯）是最大的軍用國。但是烏克蘭和白俄羅斯是最大的民用版使用國。
- 聯合國（至2006年2月）
- 阿尔及利亚（空軍共有17架伊尔-76、3架伊尔-76MD、8架伊尔-76TD、6架伊尔-78）
- 安哥拉
- 亞美尼亞
- 白俄羅斯
- 布吉納法索
- 中非
- 柬埔寨
- 加拿大
- 中国： 中国人民解放军空军共有29架伊尔-76飛機，包括3架伊尔-78和4架空警2000空中预警机。
- 刚果共和国
- 古巴
- 刚果民主共和国[13]
- 赤道几内亚[14]
- 匈牙利[15][16]
- 印度
- 伊朗[17]
- 伊拉克
- 约旦
- [18]
- 拉脫維亞
- 利比亞[19]
- 摩尔多瓦[20]
- 俄羅斯[21]
- 塞爾維亞
- [22]
- 苏丹[23]
- 叙利亚
- 乌克兰
- 阿联酋
- 葉門
- 辛巴威

## 空難
- 1996年8月12日，Spair航空3601班機，在貝爾格萊德降落時墜毀，造成12人死亡。
- 1996年11月12日，哈薩克斯坦航空1907號班機和剛在英迪拉·甘地國際機場起飛的沙地阿拉伯航空763號班機在新德里附近的哈里亞納邦查基達里上空相撞，兩航機上合計共349人全部罹難，是航空史上最嚴重的空中相撞空難。
- 2004年5月18日，一架屬阿塞拜疆的伊尔-76，在烏魯木齊起飛時遭遇風切變墜毀，7名機組遇難。
- 2005年11月11日一架屬巴基斯坦的伊尔-76，在阿富汗喀布爾西北30公里撞山。
- 2007年3月9日白俄羅斯Transaviaexport航空的伊尔-76TD在索馬里遭肩托式導彈擊落。
- 2007年3月27日Transaviaexport航空的伊尔-76在索馬里被地對空導彈擊落。[24]
- 2014年6月14日一架烏克蘭軍的伊尔-76在盧甘斯克載著準備輪調的部隊，打算降落盧甘斯克機場時，遭頓巴斯分離主義民兵使用大口徑武器擊落[25]，機上49人無一倖免。
- 2018年4月11日一架阿爾及利亞軍的伊尔-76在布法里克基地附近墜毁，至少257人罹難。[26]
- 2024年1月24日，一架隶属俄罗斯空军的伊尔-76运输机在俄乌边境別爾哥羅德州上空遇難墮毀，機上無人生還。俄方指机上载有原定于当日前往科洛季洛夫卡與烏方交換的的65名战俘；乌克兰總參謀部初時聲稱[25][27]擊落了俄軍一架載有S-300導彈系統的伊爾-76[25][28][29][30]，但後來刪除了報道[31]，並否認曾攻擊該機、亦否认机上载有战俘。[32]

## 現役軍用運輸機貨運能力比較
| 機型        | 最大載重（噸） | 貨艙長度          | 貨艙寬度         | 貨艙高度         |
| ----------- | -------------- | ----------------- | ---------------- | ---------------- |
| An-124      | 150            | 36（118英尺）     | 6.4（21英尺）    | 4.4（14英尺）    |
| C-5M        | 127.5          | 37（121英尺）     | 5.8（19英尺）    | 4.1（13英尺）    |
| An-22       | 80             | 32.7（107英尺）   | 4.44（14.6英尺） | 4.44（14.6英尺） |
| C-17        | 77.5           | 26.83（88.0英尺） | 5.49（18.0英尺） | 3.76（12.3英尺） |
| Y-20B       | 66             | 20（66英尺）      | 4（13英尺）      | 4（13英尺）      |
| Il-76MD-90A | 60             | 20（66英尺）      | 3.4（11英尺）    | 3.4（11英尺）    |
| A400M       | 37             | 17.71（58.1英尺） | 4（13英尺）      | 3.85（12.6英尺） |
| C-2         | 36             | 16（52英尺）      | 4（13英尺）      | 4（13英尺）      |
| C-390       | 26             | 18.5（61英尺）    | 3（9.8英尺）     | 3.4（11英尺）    |
| Y-9         | 20             | 16.2（53英尺）    | 3.2（10英尺）    | 2.6（8.5英尺）   |
| C-130J-30   | 19.8           | 16.76（55.0英尺） | 3.02（9.9英尺）  | 2.74（9.0英尺）  |

## 外部連結
- 官方網站
- 飛機技術性資料（页面存档备份，存于）
- 中央電視台 - 伊留申76戰略投送能力 （页面存档备份，存于）
- YouTube上的高麗航空伊留申76貨機
- 伊爾-76MD軍事運輸機圖文